# Sisyrinchium avenaceum
Sisyrinchium avenaceum är en irisväxtart som beskrevs av Friedrich Wilhelm Klatt. Sisyrinchium avenaceum ingår i släktet gräsliljor, och familjen irisväxter. Inga underarter finns listade i Catalogue of Life.